# Carl Gustaf Axelsson
Carl Gustaf Axelsson, född 23 maj 1892 i Floda församling, Södermanlands län, död 7 juli 1975 i Floda församling, Södermanlands län, var en svensk folkmusiker och riksspelman. Axelsson deltog i Riksspelmansstämman på Skansen 1927.

## Utmärkelser
- 1952 - Zornmärket i silver, "För gott spel och goda egna låtar."[4]